# Muzaffar bin Nasrullah
Muzaffar bin Nasrullah, död 1885, var emir av Emiratet Bukhara mellan 1860 och 1885.
Han tvingades år 1873 avskaffa slavhandeln i Bukhara, och lovade att avskaffa slaveriet senast 1883, men uppfyllde inte sitt löfte.